# Papier de Chine
Pour les articles homonymes, voir Chine (homonymie).
Cet article concerne un type de papier précis. Pour les différents types de papier originaires de Chine, voir Papier chinois.
Le chine ou papier de Chine est un papier de teinte légèrement grisâtre. Comme pour le « japon », son nom provient d'une confusion avec le papier fait main en Extrême-Orient, mais il est fabriqué en Europe à partir d'herbes et de plantes fibreuses telles que le chanvre, le jute, le lin, la ramie (herbe chinoise), le rotin, le bambou, le roseau, les tiges de riz et du blé et les fibres de graines telles que le coton.
Reconnu de grande qualité pour sa finesse et sa résistance, ce qui le fit utiliser par Rembrandt, sa teinte n'est que l'effet du processus de production, qui prévoit l'adjonction d'un mucilage de Malvacée.
Du fait de l'enjeu économique que représentait l'achat de cette production lointaine, la France cherchait au XIXe siècle à trouver une méthode alternative pour obtenir un papier d'impression aussi fin et résistant que le chine — ortie, écorce de mûrier, trituration de la soie, etc. — et en partie pour améliorer la résistance du papier-monnaie.